# 宇都宮資綱
宇都宮 資綱（うつのみや ともつな）は、南北朝時代から室町時代にかけての武士。
曾祖父の宇都宮泰宗以来の筑後国山門郡大木の徳大寺家の荘園管理を相続し、同地に土着した。嫡子の宇都宮政長（大木政長）が大木氏の祖となる。

## 関連
- 蒲池氏
- 蒲池鎮漣
- 大木統光
- 大木喬任